# Tony Comiti
Pour les articles homonymes, voir Comiti.
Tony Comiti, né le 23 mai 1950 à Paris, est un journaliste français d'origine corse, photographe indépendant et grand reporter puis fondateur et le dirigeant de Tony Comiti Productions, agence de presse et de production, créée en 1993.

## Biographie

### Famille
Né en 1950 à Paris, Tony Comiti est le fils de Paul Comiti, dirigeant du Service d'action civique et chef du service de sécurité du général de Gaulle et de Georges Pompidou. Il est le père de Paul Comiti, passionné par l'Afghanistan et mort à l'âge de 51 ans.

### Jeunesse et débuts dans le journalisme
Passionné de photographie, Tony Comiti se lance très jeune, alors qu’il n’a que 18 ans, dans une carrière de journaliste. Autodidacte[réf. nécessaire], il fait ses premières armes au service photo de France-Soir, au sein du laboratoire photo notamment.
Il devient ensuite photographe indépendant et travaille pour les agences Gamma et Sipa.

### 1972-1976: reporter et photographe indépendant en Amérique du Sud
À partir de 1972, Tony Comiti devient correspondant Amérique du Sud (basé à Bogota) où il couvre les principaux événements qui secouent le continent au milieu des années 1970 : coup d’État au Chili en septembre 1973, révolution sandiniste au Nicaragua jusqu’à la chute du régime en 1979, guerre civile au Salvador après l’élection présidentielle de 1972, guérilla et narcotrafics en Colombie, émeutes au Venezuela et coup d’Etat en Bolivie. En exclusivité mondiale, il traque et retrouve le dictateur en cavale Anastasio Somoza au Paraguay.
Tony Comiti est notamment correspondant pour de grands médias nationaux, comme RTL. Alors qu’il se trouve au Salvador pour couvrir les prémices de la guerre civile, Tony Comiti collabore avec les équipes envoyées par TF1 sur place, en leur venant en aide. C’est ainsi qu’en 1976, il rejoint la chaîne alors publique.

### 1976-1993: grand reporter à TF1
En 1976, Tony Comiti intègre TF1 comme reporter-cameraman puis devient rapidement grand reporter. Il couvre principalement les conflits et les grands événements internationaux pour le compte des journaux télévisés et des principaux magazines d’informations de la chaîne.
En 1978, Tony Comiti prend des photos restées célèbres de Jacques Mesrine, sortant de sa cellule du quartier de haute sécurité de la prison de la Santé pour une promenade. Prise lors d’une planque, cette photo volée orne la couverture de L’instinct de mort – l’autobiographie de Mesrine – dans sa version parue en 2008,. 
Pour les journaux et magazines de TF1, Tony Comiti couvre notamment les coups d’État en Bolivie (1978-1980) et au Venezuela (1989 et 1992), la guerre au Tchad (1978-1987), les Contras au Nicaragua (1979-1990), la guerre civile au Salvador (1979-1992), l’assaut contre le Temple d'Or d’Amritsar en 1984 en Inde, mais aussi le conflit Iran/Irak dans les années 1980 et le conflit au Sri Lanka.
En 1982 et 1983, Tony Comiti est correspondant de guerre à Beyrouth.
Aux côtés de Jean Bertolino, grand reporter et correspondant de guerre, Tony Comiti réalise plusieurs documentaires à l’étranger pour TF1. Ils se rendent ensemble au Nicaragua pour suivre les Contras dans la jungle, au cours de la guerre civile, dans les années 1980.   
Entre 1987 et 1988, Jean Bertolino et Tony Comiti réalisent un reportage sur le trafic de drogue en Colombie. Après avoir pris contact avec Fabio Ochoa, patriarche du clan Ochoa et fondateur du Cartel de Medellín, ils rencontrent son fils Jorge Luis Ochoa et le célèbre Pablo Escobar, trafiquant de drogue international notoirement connu. Deux rencontres ont lieu, en décembre 1987 puis en mars 1988, durant lesquelles Jean Bertolino et Tony Comiti tournent leur reportage au sein même du repaire des trafiquants. En contrepartie, le film doit leur être montré avant sa diffusion. Fabio Ochoa oppose en définitive son veto. Ce reportage – intitulé Le Cartel de Medellín – ne sera finalement diffusé qu’après la mort de Pablo Escobar, à la suite des pressions et des menaces de mort de la part de la mafia colombienne,. 
Pour TF1, Tony Comiti réalise également une vingtaine de 52 minutes, sur des sujets variés (les émeraudes, les chariots du diable et la vallée des trompe-la-mort en Colombie, la Sierra Nevada chez les Koguis, les eunuques en Inde, les pirates des Philippines, les enfants esclaves dans le monde, etc.).

### 1993 à aujourd’hui: à la tête de l’agence Tony Comiti Productions
En 1993, Tony Comiti quitte TF1 pour fonder sa propre agence de presse et de production, baptisée Tony Comiti Productions, sur le modèle des agences photos. 
Tony Comiti Productions est aujourd’hui l’un des principaux producteurs de reportages et documentaires pour les chaînes de télévision françaises, mais également étrangères. C’est une des deux principales agences de presse télévisuelle en France. Tony Comiti Productions fournit de nombreux magazines et émissions télévisés comme Zone Interdite (M6), Envoyé Spécial (France 2), Reportages (TF1), Enquête Exclusive (M6), Histoire Immédiate (France 3), Enquêtes Criminelles (W9), Les Routes de l'impossible (France 5) ou encore 66 minutes (M6).  
En 2013, une plainte contre X est déposée pour « aide […] à l'entrée et au séjour irrégulier, soumission à des conditions de travail et d'hébergement contraires à la dignité humaine, risques causés à autrui, omission de porter secours et escroquerie. » par trois Camerounais qui ont participé à un reportage produit par Tony Comiti pour Zone Interdite. À la suite de cette plainte, Télérama publie un reportage soulignant les manquements éthiques notables des journalistes et de la production dans la réalisation du reportage.

## Prix et distinctions
En tant que grand reporter, Tony Comiti a obtenu un certain nombre de récompenses et de nominations, :
- Médaille d’or Inter Chaînes pour Iran en Guerre de Tony Comiti (1980)
- Grand Prix du Grand Reportage au Festival de Lille pour Qui a tué Chicho Mendes ? de Tony Comiti et Jean-Luc Blain (1989)
- Prix du journaliste d'investigation au Festival international du Scoop d'Angers pour Chili : mon voisin est un tortionnaire de Tony Comiti et Manolo d'Arthuys (1999)
- Premier Prix au Festival international du scoop et du journalisme d’Angers pour Cadillac, au bonheur des fous de Tony Comiti et Jean-Marie Hosatte (1999)
- Prix Martin Ennals de Genève, Meilleur Film sur les Défenseurs des Droits de l'Homme pour Chili : mon voisin est un tortionnaire de Tony Comiti et Manolo d'Arthuys (2001)
- Grand Prix Jean-Louis Calderon, Prix du Public et Prix des détenus de la Maison d’Arret d’Angers au Festival International du Scoop et du Journalisme d’Angers pour Congo le rafiot de l’Enfer de Daniel Lainé et David Geoffroy (2010)
- Prix de l’OMCT (Organisation Mondiale Contre la Torture) au Festival International et Forum des Droits humains (FIFDH) de Genève pour Qui a tué Natacha ? de Mylène Sauloy (2011)

### Nominations
- Nomination au Prix Albert-Londres pour Sicile : des prêtres contre la Mafia de Tony Comiti et Patrick Charles-Messance (1990)
- Nomination aux Emmy Awards pour Chili : mon voisin est un tortionnaire de Tony Comiti et Manolo d'Arthuys (1999)[13]
- Nomination à l’Amnesty International Film Festival pour Chili : mon voisin est un tortionnaire de Tony Comiti et Manolo d'Arthuys (2001)
- Nomination à la sélection officielle de Cannes pour Gérard Depardieu : Grandeur Nature de Richard Melloul (2015)
- Nomination aux Emmy Awards à New York pour Gérard Depardieu : Grandeur Nature de Richard Melloul (2016)
- Sélection au Prix Albert Londres du film pour Avec l’armée Irakienne et les Peshmergas, sur la route de Mossoul de Camille Courcy (2017)

## Principaux documentaires
- Et la Jeunesse, Bordel ! (2017) de Jean-Charles Doria diffusé sur France 3
- Gérard Depardieu : Grandeur Nature (2015) de Richard Melloul diffusé à Cannes puis sur France 5
- Qui veut la peau de Bernard Tapie ? (2014) de Jean-Charles Doria diffusé sur France 3
- Affaire Merah : itinéraire d’un tueur (2013) diffusé sur France 3
- Le petit ange de Colombie : 15 ans après avec Vincent Daudey (2005) pour l’émission Reportages (TF1)
- Chili : mon voisin est un tortionnaire avec Manolo d’Arthuys (1999) pour l’émission Zone Interdite (M6)
- Cadillac, au bonheur des fous avec Jean-Marie Hosatte (1998) pour l’émission Zone Interdite (M6)
- Urgences psychiatriques avec Jean-Marie Hosatte (1998) pour l’émission Zone Interdite (M6)
- Le petit ange de Colombie (1998) pour l’émission Des racines et des ailes (France 3)
- Douaniers contre Trafiquants avec Jean-Baptiste Gallot (1998) pour l’émission Zone Interdite (M6)
- Miami sur les dents avec Patrick Chauvel (1998) pour l’émission Zone Interdite (M6)
- Gens de maison avec Marion Thiba (1998) pour France 3
- Les pompiers de Venise avec Patrick Chauvel (1998) pour l’émission Reportages (TF1)
- Clandestins, les mailles du filet (1998) pour France 3
- Brigade des Stups (1998) pour l’émission Zone Interdite (M6)
- Allô le 18 avec Jean-Baptiste Gallot (1997) pour l’émission Zone Interdite (M6)
- Algérie, juin 97 avec Patrick Chauvel (1997) pour l’émission Zone Interdite (M6)
- Les héros de l’urgence avec Jean-Baptiste Gallot (1997) pour l’émission Zone Interdite (M6)
- Un été à Ibiza (1996) pour l’émission Zone Interdite (M6)
- Question de taille (1996) pour l’émission Zone Interdite (M6)
- Rio, la folie carnaval (1996) pour l’émission Zone Interdite (M6)
- Les pompiers du Bronx avec Patrick Chauvel (1996) pour l’émission Zone Interdite (M6)
- Un été à Saint-Tropez (1995) pour l’émission Zone Interdite (M6)
- Colombie : Mira Flores, le village de la coke (1995) pour l’émission Zone Interdite (M6)
- Colombie : le kamikaze de Llanos (1995) pour l’émission Reportages (TF1)
- Colombie : le roi des émeraudes (1994) pour l’émission Reportages (TF1)
- Colombie : chasse à l’homme à Medellin (1993) pour l’émission Reportages (TF1)
- Colombie : les enfants taupes (1993) pour l’émission Reportages (TF1)